# Elektronik og IT (uddannelse)
Elektronik og IT er en lang videregående uddannelse i Danmark på Aalborg Universitet. Uddannelses udbydes både som bachelor og kandidatretning.
På uddannelsen lærer man som udgangspunkt at få overblik over elektroniske systemer (herunder design, opbygning og test). Elektroniske systemer findes i mange enheder som fx mobiltelefoner, satellitter og fjernsyn. Gennem uddannelses får man kendskab til elektronik (komponenter og samlede systemer) og dermed også en stærk matematisk viden. På uddannelsen veksles der mellem teori og praktisk projektarbejde.
For at blive optaget kræves en gymnasial uddannelse samt specifikke adgangskrav til fag. Skulle man dog ikke besidde en  gymnasial uddannelse, så har man også mulighed for at tage et adgangskursus til ingeniøruddannelserne Arkiveret 29. januar 2020 hos  Wayback Machine. Tilmeldingen foregår gennem Den Koordinerede Tilmelding i Danmark .